# Gyilkos donor
A Gyilkos donor (eredeti cím:  Desperate Measures) egy 1998-as amerikai thriller, Michael Keaton és Andy Garcia főszereplésével.

## Cselekmény
Frank Conner rendőrnyomozó kisfia leukémiás, csak csontvelő-átültetés menthetné meg az életét. Hosszú kutatás után sikerül megfelelő donort találni, a gond csupán az, hogy a donor Peter McCabe, a sorozatgyilkos, aki egy szigorúan őrzött börtönben tölti büntetését. Conner kiharcolja, hogy McCabe-et kórházba szállítsák az átültetés végett, csakhogy McCabe sem tétlenkedik és megszervezi a szökését a kórházból, amit a beavatkozás előtt több rendőrt megölve végre is hajt. A rendőrség hajtóvadászatot indít utána, Conner azonban igyekszik mindig egy lépéssel kollégái előtt járni, hogy élve tudja elkapni, mert csak akkor használható a csontvelő, így izgalmas üldözés veszi kezdetét a kórházban...

## Szereplők
| Szerep                    | Színész           | Magyar hang   |
| ------------------------- | ----------------- | ------------- |
| Peter McCabe              | Michael Keaton    | Gáti Oszkár   |
| Frank Conner              | Andy Garcia       | Dörner György |
| Jeremiah Cassidy kapitány | Brian Cox         | Orosz István  |
| Dr. Samantha Hawkins      | Marcia Gay Harden | Fehér Anna    |
| Nate Oliver               | Erik King         | Sztarenki Pál |
| Matthew Conner            | Joseph Cross      | Bíró Attila   |

## Visszhang
A film közepes alkotásnak bizonyult, anyagilag pedig nagy bukás lett: az 50 milliós költségekhez képest mindössze 13 806 137 dollár lett a bevétele. 